# Dichomitus kirkii
Dichomitus kirkii är en svampart som beskrevs av Masuka & Ryvarden 1999. Dichomitus kirkii ingår i släktet Dichomitus och familjen Polyporaceae.   Inga underarter finns listade i Catalogue of Life.